# Hogna enecens
Hogna enecens là một loài nhện trong họ Lycosidae.
Loài này thuộc chi Hogna. Hogna enecens được Carl Friedrich Roewer miêu tả năm 1959.